# 祈祷的手 (丢勒)
《祈祷的手》（德語：Betende Hände），是德国版画家、画家阿尔布雷希特·丢勒的一幅钢笔素描，用白色和黑色墨水画在珍贵的自制蓝色纸上，现藏于維也納的阿尔贝蒂娜博物馆。这幅画是两只男性的双手合在一起祈祷的特写，以及部分卷起的袖子。
这幅素描描绘的是一位使徒的手，其全身形象出现在法兰克福的一幅三聯畫中部的右侧，名为海勒尔祭坛画。祭坛画中部分已于1729年被一场大火烧毁。
另有一說，此畫為畫家為了紀念其弟弟對自己生涯的無私奉獻，畫作中的手即是弟弟在祈禱的手，但此畫動機的真實來由有待考究。